# Thenon
Thenon är en kommun i departementet Dordogne i regionen Nouvelle-Aquitaine i sydvästra Frankrike. Kommunen ligger i kantonen Thenon som tillhör arrondissementet Périgueux. År 2022 hade Thenon 1 267 invånare.

## Befolkningsutveckling
Antalet invånare i kommunen Thenon
Referens:INSEE